# Scenopinus thailandicus
Scenopinus thailandicus är en tvåvingeart som beskrevs av Kelsey 1970. Scenopinus thailandicus ingår i släktet Scenopinus och familjen fönsterflugor.
Artens utbredningsområde är Thailand. Inga underarter finns listade i Catalogue of Life.